# Klîmenkî, Zinkiv
Klîmenkî (în ucraineană Клименки) este un sat în comuna Ciovno-Fedorivka din raionul Zinkiv, regiunea Poltava, Ucraina.

## Demografie
Componența lingvistică a localității Klîmenkî
     Ucraineană (100%)
Conform recensământului din 2001, toată populația localității Klîmenkî era vorbitoare de ucraineană (100%).